# Sandžak Accra
Sandžak Accra (turecky Akka Sancağı), často označovaný jako Pozdní Osmanská Galilea byl jeden ze sandžaků Osmanské říše, který se nacházel v současném severním Izraeli. Hlavním administrativním sídlem byla Accra dnes (Akko).

## Historie
Roku 1517 došlo k zajetí města osmanským sultánem Selimem I. Brzy na to město jako administrativní sídlo zaniklo a během 16.-18. století spadalo pod správu sandžaku Safed. Město Accra se stalo centrem správního celku nahia, podcelku sandžaku Safed, který zahrnoval vesnice Bukaj'a, Al-Tira, Džulis, Kafr Jasif, Kabul a Šfar'am.
Během konce 18. století se město stalo centrem velkého ekonomického rozmachu pod vedením Dahera el-Omara.
Sandžak Accra byl vytvořen počátkem 18. století a stalo se prefekturou ejáletu Sidón. Mezi lety 1775 a 1841 se sidónský ejálet stal známý jako ejálet Accra, a město se stalo hlavním městem ejáletu. Během tanzimatu a vydání zákona o vilájetech proběhla administrativní reforma, kdy roku 1864 došlo ke spojení sandžaku k novému vilájetu Sýrie. Roku 1888 byly sandžaky Accra Latákie, Tripolis, Bejrút a Náblus odděleny od vilájetu Sýrie a připojeny k vilájetu Bejrút.

## Administrativní členění
Sandžak měl na správu 5 kaz:
- Kaza Accra
- Kaza Haifa (Hayfa)
- Kaza Safed
- Kaza Nazaret (Nasıra)
- Kaza Tiberias (Taberiye)